# Nina Carberry
Nina Carberry (ur. 19 lipca 1984 w Dublinie) – irlandzka dżokejka, osobowość telewizyjna i polityczka, posłanka do Parlamentu Europejskiego X kadencji.

## Życiorys
Córka dżokeja Tommy’ego Carberry’ego. Przez kilkanaście lat uprawiała jeździectwo, specjalizując się w wyścigach konnych typu National Hunt. Dwukrotnie zwyciężyła w wyścigu Champion INH Flat Race – w 2006 na koniu „Leading Run”, a w 2007 na koniu „Mick the Man”. W 2011 zwyciężyła w zawodach Irish Grand National na koniu „Organisedconfusion”. Łącznie wygrała około 400 zawodów przeprowadzanych w Irlandii. Karierę sportową zakończyła w 2018. Zajmowała się również działalnością szkoleniową.
W 2022 wygrała piątą edycję irlandzkiej wersji programu Dancing with the Stars. Była też trenerką w programie telewizyjnym Ireland’s Fittest Family.
W wyborach europejskich w 2024 z ramienia Fine Gael uzyskała mandat posłanki do Parlamentu Europejskiego X kadencji.